# Gran Premio di superbike di Donington 1996
Il Gran Premio di Superbike di Donington 1996 è stata la seconda prova su dodici del Campionato mondiale Superbike 1996, è stato disputato il 28 aprile sul Circuito di Donington Park e ha visto la vittoria di Troy Corser in gara 1, lo stesso pilota si è ripetuto anche in gara 2.

## Risultati

### Gara 1

#### Arrivati al traguardo[3]
| Pos. | Nº | Pilota               | Motocicletta | Tempo     | Griglia | Punti |
| ---- | -- | -------------------- | ------------ | --------- | ------- | ----- |
| 1º   | 2  | Troy Corser          | Ducati       | 41:09.840 | 1º      | 25    |
| 2º   | 6  | Simon Crafar         | Kawasaki     | +0:05.270 | 2º      | 20    |
| 3º   | 4  | Anthony Gobert       | Kawasaki     | +0:11.710 | 4º      | 16    |
| 4º   | 7  | Pierfrancesco Chili  | Ducati       | +0:13.050 | 6º      | 13    |
| 5º   | 3  | Aaron Slight         | Honda        | +0:13.420 | 3º      | 11    |
| 6º   | 45 | Colin Edwards        | Yamaha       | +0:18.170 | 7º      | 10    |
| 7º   | 11 | John Kocinski        | Ducati       | +0:26.060 | 9º      | 9     |
| 8º   | 1  | Carl Fogarty         | Honda        | +0:31.160 | 8º      | 8     |
| 9º   | 5  | Wataru Yoshikawa     | Yamaha       | +0:37.600 | 12º     | 7     |
| 10º  | 8  | Piergiorgio Bontempi | Kawasaki     | +0:40.150 | 11º     | 6     |
| 11º  | 16 | Paolo Casoli         | Ducati       | +0:42.640 | 17º     | 5     |
| 12º  | 14 | Jochen Schmid        | Kawasaki     | +0:59.940 | 14º     | 4     |
| 13º  | 36 | Kirk McCarthy        | Suzuki       | +1:00.090 | 16º     | 3     |
| 14º  | 67 | Mike Hale            | Ducati       | +1:00.280 | 19º     | 2     |
| 15º  | 19 | Stéphane Chambon     | Ducati       | +1:12.920 | 20º     | 1     |
| 16º  | 96 | Niall Mackenzie      | Yamaha       | +1:16.320 | 15º     |       |
| 17º  | 49 | David Jefferies      | Honda        | +1:30.060 | 26º     |       |
| 18º  | 21 | Ray Stringer         | Kawasaki     | +1 giro   | 24º     |       |
| 19º  | 31 | Ioannis Boustas      | Ducati       | +1 giro   | 31º     |       |
| 20º  | 32 | Alex Buckingham      | Yamaha       | +1 giro   | 34º     |       |
| 21º  | 15 | Bernard Hänggeli     | Honda        | +1 giro   | 33º     |       |
| 22º  | 18 | Igor Jerman          | Kawasaki     | +1 giro   | 27º     |       |

#### Ritirati
| Nº | Pilota            | Motocicletta | Giri     | Griglia |
| -- | ----------------- | ------------ | -------- | ------- |
| 69 | James Whitham     | Yamaha       | +1 giro  | 18º     |
| 44 | Christer Lindholm | Ducati       | +1 giro  | 13º     |
| 52 | Ian Simpson       | Ducati       | +3 giri  | 25º     |
| 50 | Dean Ashton       | Ducati       | +6 giri  | 30º     |
| 34 | Michael Rutter    | Ducati       | +7 giri  | 29º     |
| 24 | Anders Rasmussen  | Yamaha       | +12 giri | 35º     |
| 41 | Michaël Paquay    | Ducati       | +16 giri | 22º     |
| 53 | Shaun Muir        | Kawasaki     | +18 giri | 32º     |
| 57 | Graham Ward       | Ducati       | +23 giri | 28º     |
| 51 | Jim Moodie        | Ducati       | +25 giri | 21º     |

### Gara 2

#### Arrivati al traguardo[4]
| Pos. | Nº | Pilota               | Motocicletta | Tempo     | Griglia | Punti |
| ---- | -- | -------------------- | ------------ | --------- | ------- | ----- |
| 1º   | 2  | Troy Corser          | Ducati       | 41:14.180 | 1º      | 25    |
| 2º   | 3  | Aaron Slight         | Honda        | +0:00.690 | 3º      | 20    |
| 3º   | 4  | Anthony Gobert       | Kawasaki     | +0:04.150 | 4º      | 16    |
| 4º   | 45 | Colin Edwards        | Yamaha       | +0:19.820 | 7º      | 13    |
| 5º   | 7  | Pierfrancesco Chili  | Ducati       | +0:25.220 | 6º      | 11    |
| 6º   | 11 | John Kocinski        | Ducati       | +0:27.430 | 9º      | 10    |
| 7º   | 1  | Carl Fogarty         | Honda        | +0:30.150 | 8º      | 9     |
| 8º   | 44 | Christer Lindholm    | Ducati       | +0:32.960 | 13º     | 8     |
| 9º   | 16 | Paolo Casoli         | Ducati       | +0:35.330 | 17º     | 7     |
| 10º  | 69 | James Whitham        | Yamaha       | +0:39.180 | 18º     | 6     |
| 11º  | 8  | Piergiorgio Bontempi | Kawasaki     | +0:40.540 | 11º     | 5     |
| 12º  | 5  | Wataru Yoshikawa     | Yamaha       | +0:49.760 | 12º     | 4     |
| 13º  | 96 | Niall Mackenzie      | Yamaha       | +0:50.430 | 15º     | 3     |
| 14º  | 36 | Kirk McCarthy        | Suzuki       | +0:50.700 | 16º     | 2     |
| 15º  | 19 | Stéphane Chambon     | Ducati       | +0:58.090 | 20º     | 1     |
| 16º  | 67 | Mike Hale            | Ducati       | +1:02.000 | 19º     |       |
| 17º  | 49 | David Jefferies      | Honda        | +1:31.880 | 26º     |       |
| 18º  | 34 | Michael Rutter       | Ducati       | +1:32.070 | 29º     |       |
| 19º  | 18 | Igor Jerman          | Kawasaki     | +1 giro   | 27º     |       |
| 20º  | 57 | Graham Ward          | Ducati       | +1 giro   | 28º     |       |
| 21º  | 31 | Ioannis Boustas      | Ducati       | +1 giro   | 31º     |       |
| 22º  | 15 | Bernard Hänggeli     | Honda        | +1 giro   | 33º     |       |
| 23º  | 32 | Alex Buckingham      | Yamaha       | +1 giro   | 34º     |       |

#### Ritirati
| Nº | Pilota         | Motocicletta | Giri     | Griglia |
| -- | -------------- | ------------ | -------- | ------- |
| 14 | Jochen Schmid  | Kawasaki     | +6 giri  | 14º     |
| 6  | Simon Crafar   | Kawasaki     | +9 giri  | 2º      |
| 51 | Jim Moodie     | Ducati       | +12 giri | 21º     |
| 53 | Shaun Muir     | Kawasaki     | +15 giri | 32º     |
| 52 | Ian Simpson    | Ducati       | +19 giri | 25º     |
| 50 | Dean Ashton    | Ducati       | +22 giri | 30º     |
| 21 | Ray Stringer   | Kawasaki     | +22 giri | 24º     |
| 41 | Michaël Paquay | Ducati       | +24 giri | 22º     |